# Hugo III. (Châtellerault)
Hugo III. (franz.: Hugues; † 1203/04) war ein Vizegraf von Châtellerault. Er war ein Sohn des um 1188 gestorbenen Vizegrafen Wilhelm und dessen Ehefrau Margarete.
Die ersten Jahre stand er unter der Vormundschaft seines Stiefvaters Joscelin de Montoiron († 1190) und von Raoul de Mortimer, der vermutlich ein Onkel war. Als Vizegraf urkundet Hugo erstmals im Jahr 1196, verheiratet war er mit Eustachia de Mauléon.
Gemeinsam mit seinem Schwager Savary de Mauléon und der Familie Lusignan unterstützte er 1202 Arthur von Bretagne gegen dessen Onkel Johann Ohneland, König von England, und nahm an der Belagerung von Mirebeau teil, wo sie die Herzogin Eleonore von Aquitanien einschlossen, die eigentlich die Lehnsherrin der Vizegrafen von Châtellerault war. Bei dem Entsatzangriff König Johanns geriet Hugo mit seinem Mitstreitern in dessen Gefangenschaft, die er zuerst auf einer Burg in England verbrachte. Im Dezember 1203 ordnete König Johann seine Rückverlegung in die Normandie an, was zugleich das letzte Lebenszeichen von Hugo war.
Mit Châtellerault wurde 1204 Hugues de Surgères von König Philipp II. August beliehen. Hugos Erbtochter Clémence († 1238), die mit Geoffroy de Lusignan verheiratet war, konnte aber nach 1212 die Vizegrafschaft übernehmen.